# Shelley Long
Shelley Lee Long (ur. 23 sierpnia 1949 w Fort Wayne) – amerykańska aktorka, reżyserka i producentka filmowa i telewizyjna.

## Życiorys

### Wczesne lata
Urodziła się w Fort Wayne jako jedyna córka pary nauczycieli, Lelanda i Evandine Longów, którzy wcześniej pracowali w branży kauczuku. Po ukończeniu Kekionga Junior High i South Side High School, rozpoczęła w roku 1967 studia dramatyczne na Northwestern University w Evanston, w stanie Illinois. Rozpoczął karierę jako modelka w reklamach firmy mebli domowych w Chicago. Do telewizyjnych seriali komediowych trafiła z legendarnej trupy improwizatorskiej Second City z Chicago. W 1975 wzięła udział w programie magazynu Sorting It Out.

### Kariera
W roku 1980 zadebiutowała na dużym ekranie w dramacie Roba Cohena Więzy przyjaźni (A Small Circle of Friends) jako Alice. Po gościnnych występach w kilku serialach telewizyjnych przyjęła w 1982 roku rolę inteligentnej kelnerki Diane Chambers w sitcomie NBC Zdrówko (Cheers, 1982–1987), za którą odebrała nagrodę Emmy (1983), dwukrotnie Złoty Glob (1983, 1985) i Quality TV Award (1986).
Jej talent komediowy sprawdził się także w wielu filmach kinowych, m.in. „Nocna zmiana” (Night Shift, 1982) z Michaelem Keatonem, Tracąc to (Losin' It, 1983) u boku Toma Cruise’a, Skarbonka (The Money Pit, 1986) z Tomem Hanksem, Outrageous Fortune (1987) z Bette Midler, Drużyna z Beverly Hills (Troop Beverly Hills, 1989), Nie mówcie jej kim jestem (Don't Tell Her It's Me, 1990) ze Steve’em Guttenbergiem i Dr T. i kobiety (Dr T and the Women, 2000) Roberta Altmana z Richardem Gere’em.
Za rolę Diane Chambers w sitcomie Frasier (1994, 1996 i 2001) była nominowana w roku 1996 do nagrody Emmy.

## Życie prywatne
W 1979 roku, podczas randki w ciemno, poznała brokera Bruce’a Tysona, właściciela papierów wartościowych, którego poślubiła w październiku 1981 roku. Mają córkę Julianę (ur. 27 marca 1985). W 2004 roku, po 23 latach małżeństwa, Tyson złożył wniosek o rozwód. Wkrótce potem Shelley Long została przyjęta do szpitala, co zostało opisane jako próba samobójcza, chociaż ona określiła je jako „przypadkowe przedawkowanie”.

## Filmografia

### Filmy fabularne
- 1977: The Key
- 1980: Więzy przyjaźni (A Small Circle of Friends) jako Alice
- 1981: Jaskiniowiec (Caveman) jako Tala
- 1982: Nocna zmiana (Night Shift) jako Belinda Keaton
- 1983: Tracąc to (Losin' It) jako Kathy
- 1984: Różnice nie do pogodzenia (Irreconcilable Differences) jako Lucy Van Patten Brodsky
- 1986: Skarbonka (The Money Pit) jako Anna Crowley
- 1987: Hallo, to ja (Hello Again) jako Lucy Chadman
- 1987: Zwariowane szczęście (Outrageous Fortune) jako Lauren
- 1989: Comicitis
- 1989: Drużyna z Beverly Hills (Troop Beverly Hills) jako Phyllis Nefler
- 1990: Nie mówcie jej kim jestem (Don't Tell Her It's Me) jako Lizzie Potts
- 1992: Zamrożone atuty (Frozen Assets) jako dr Grace Murdock
- 1995: Grunt to rodzinka (The Brady Bunch Movie) jako Carol Brady
- 1996: Grunt to rodzinka II (A Very Brady Sequel) jako Carol Brady
- 2000: Dr T. i kobiety (Dr. T and the Women) jako Carolyn
- 2005: Zaufaj mi (Trust Me) jako Mitzi Robinson
- 2006: Miesiąc miodowy z mamusią (Honeymoon with Mom) jako Mama
- 2006: Ostatni chłopak na ziemi (The Last Guy on Earth)
- 2007: Kilka białych piskląt przy fryzjerze (A Couple of White Chicks at the Hairdresser) jako Barbara

### Filmy TV
- 1978: That Thing on ABC
- 1979: The Dooley Brothers jako Lucy Bennett
- 1979: Przezwyciężyć siebie (The Cracker Factory) jako Clara
- 1980: Obietnica miłości (The Promise of Love) jako Lorraine
- 1981: Księżniczka i taksówkarz (The Princess and the Cabbie) jako Carol
- 1990: Wewnętrzne głosy: Życie Truddi Chase (Voices Within: The Lives of Truddi Chase) jako Truddi Chase
- 1992: A Message from Holly jako Kate
- 1992: Bolesne wspomnienia (Fatal Memories) jako Eileen Franklin Lipsker
- 1993: Sex, Shock & Censorship
- 1993: Zdrówko (Cheers: Last Call!) jako Diane Chambers
- 1993: Basic Values: Sex, Shock & Censorship in the 90's jako Fay Sommerfield
- 1995: Zwariowany piątek (Freaky Friday) jako Ellen Andrews
- 1995: Witamy w Raju (The Women of Spring Break) jako Anne
- 1996: A Different Kind of Christmas jako Elizabeth Gates
- 1996: Susie Q jako Penny Sands
- 1996: Przygody kucyka (The Adventures of Ragtime) jako Sam
- 1997: Melinda: First Lady of Magic jako matka
- 1999: Comic Relief Jukebox
- 1999: Jingle Bells jako mama (głos)
- 1999: Vanished Without a Trace jako Elizabeth
- 2002: Rodzinka w Białym Domu (The Brady Bunch in the White House) jako Carol Brady
- 2002: Świąteczna pułapka (The Santa Trap) jako Molly Emerson
- 2006: Ukochana z sąsiedztwa (Falling in Love with the Girl Next Door) jako Betsy Lucas
- 2009: Lodowe marzenia (Ice Dreams) jako Harriet Clayton

### Seriale TV
- 1978: Statek miłości (The Love Boat) – odcinek pt. Computerman/Parlez-Vous/Memories of You jako Heather McKenzie
- 1979: Trapper John, M.D. – odcinek pt. The Shattered Image jako Lauren
- 1979: Rodzina (Family) – odcinek pt. Sleeping Over jako Joan Phillips
- 1980: M*A*S*H jako Mendenhall
- 1982-87: Zdrówko (Cheers) jako Diane Chambers
- 1993-94: Dobre rady (Good Advice) jako Susan DeRuzza
- 1994: Frasier jako Diane Chambers
- 1995: Murphy Brown odcineki pt. -Dick and Dottie jako Dottie Wilcox
- 1995: Nowe przygody Supermana (Lois & Clark: The New Adventures of Superman) – odcinek pt. Ultra Woman jako Lucille Newtrich
- 1996: Murphy Brown odcinek pt. – Son of Dottie jako Dottie Wilcox
- 1996: Boston Common – odcinek pt. Trustee and Sympathy jako Louise Holmes
- 1996: Frasier jako Diane Chambers
- 1998: Sabrina, nastoletnia czarownica (Sabrina, the Teenage Witch) jako Zła czarownica
- 1998: Diagnoza morderstwo (Diagnosis Murder, serial TV) jako Kay Ludlow
- 1998: Kelly Kelly jako Kelly Novak/Kelly
- 1999: Chicken Soup for the Soul – odcinek pt. The Green Boots jako nauczycielka
- 2000: Beggars and Choosers – odcinek pt. Fasten Your Seatbelts jako Pamela Marston
- 2001: Frasier jako Diane Chambers
- 2003: Silna medycyna (Strong Medicine) – odcinek pt. Jeaneology jako Lauren Chase
- 2003: 8 Simple Rules... for Dating My Teenage Daughter (serial TV) – odcinek pt The Doyle Wedding jako Mary Ellen Doyle
- 2004: Świat według Dzikich (Complete Savages) jako Judy
- 2004: Joan z Arkadii (Joan of Arcadia) jako panna Candy
- 2005: Świat według Dzikich (Complete Savages) jako Judy
- 2005: Tak, kochanie (Yes, Dear) jako Margaret

### Filmy krótkometrażowe
- 1981: Duch Chance’a (Ghost of a Chance, TV) jako Jenny Clifford